# Genetta piscivora
La genetta acquatica (Genetta piscivora  Allen, 1919) è un carnivoro della famiglia dei Viverridi endemica della Repubblica Democratica del Congo

## Descrizione

### Dimensioni
Carnivoro di medie dimensioni, con la lunghezza della testa e del corpo tra 445 e 495 mm, la lunghezza della coda tra 340 e 415 mm, la lunghezza del piede tra 83 e 90 mm, la lunghezza delle orecchie di 40 mm e un peso fino a 1,5 g.

### Aspetto
La pelliccia è lunga e densa. Il colore delle parti superiori è bruno castano scuro, con una striscia dorsale più scura e senza alcuna traccia di macchie o bande sui fianchi. La testa è più chiara e rossastra, con due macchie bianche allungate tra gli occhi, i quali sono grandi, sporgenti e circondati da anelli di peli nerastri. I lati del muso e della testa sono biancastri. Le orecchie sono relativamente piccole, nerastre e prive di peli. Le vibrisse sono lunghe, bianche, numerose e rivolte all'indietro. Il mento e la gola sono biancastri, le parti ventrali sono più chiare delle parti dorsali. La coda è più corta della testa e del corpo, è folta, priva di anelli ed uniformemente nerastra. Gli arti sono bruno-rossicci, le parti dorsali delle mani e dei piedi sono nerastre. Le piante dei piedi sono prive di peli.

## Biologia

### Comportamento
È una specie semi-acquatica, crepuscolare e notturna. Probabilmente è solitaria. Si rifugia in tronchi caduti e lungo le sponde dei fiumi.

### Alimentazione
Si nutre di pesci, in particolare specie dei generi Barbus, Clarias e Synodontis. Talvolta può catturare anche rane e crostacei. Si avvicina alle pozze d'acqua silenziosamente e smuove la superficie delicatamente. Individua le prede con la vista oppure tramite le vibrisse, utilizzate per captare le vibrazioni provocate dal pesce.

### Riproduzione
Sono state osservate femmine gravide con un embrione durante il mese di dicembre.

## Distribuzione e habitat
Questa specie è endemica della riva destra del Fiume Congo fino alla Rift Valley. Probabilmente è presente anche in Uganda.
Vive nelle foreste pluviali dominate principalmente da alberi del genere Gilbertiodendron tra 460 e 1.500 metri di altitudine.

## Conservazione
La IUCN Red List, considerate le scarse informazioni riguardo allo stato della popolazione, l'areale e le minacce riguardanti il proprio habitat, classifica G.piscivora come specie con dati insufficienti (DD).